# Lymphocyte T régulateur
Les lymphocytes T régulateurs (Tr ou Treg) sont une sous-population de lymphocytes T CD4+ ayant la propriété d’inhiber la prolifération d’autres lymphocytes T effecteurs. Ils sont nécessaires au maintien de la tolérance immunitaire, ils participent donc au maintien de l'homéostasie. Ils sont une barrière majeure à la mise en place de l'immunité antitumorale.
Elles sont caractérisées par une expression élevée de la chaîne alpha du récepteur de l'interleukine 2 (CD25), des cytokines inhibitrices interleukine 10, facteur de croissance transformant beta et de l'interleukine 35 et ayant comme facteur de transcription principal  FOXP3 ,. 

## Fonctions

### Fonctions immunitaires
Les lymphocytes T régulateurs participent à la tolérance immunitaire en régulant les lymphocytes T effecteurs par leur action immunosuppressive. Ils sont essentiels pour la tolérance aux antigènes du soi, et pour la tolérance aux antigènes non dangereux.
Les lymphocytes T régulateurs ne sécrètent pas d’IL-2 et prolifèrent peu lorsqu’ils sont activés par leur récepteur des cellules T à la suite de leur rencontre avec leur antigène, mais ils inhibent les réponses des autres lymphocytes T CD4 et des CD8.
Ils inhibent les réponses des lymphocytes T effecteurs ou les font entrer en apoptose, par différents mécanismes encore mal connus :
- En sécrétant des cytokines suppressives (IL-10, TGF-β ou IL-35)[3]
- En consommant l’IL-2, ce qui limite la prolifération des autres lymphocytes par  un effet de compétition[3]
- Par cytolyse directe (destruction des lymphocytes cibles)[3]
- Via l’expression à leur surface de molécules inhibitrices (Galectin-1)[3]

Les T régulateurs ont aussi un rôle de suppresseur vis-à-vis des cellules présentatrices d’antigènes, par exemple en envoyant un signal inhibiteur via la molécule de surface CTLA-4 reconnue sur la cellule présentatrice d’antigène par CD80 ou CD86.

### Fonctions non immunitaires
En plus de ces rôles d'immunorégulation, des travaux ont montré que les lymphocytes T régulateurs sont impliqués dans la réparation tissulaire, dans la régulation métabolique et dans la stimulation des follicules pileux.

## Sous-types cellulaires
Ils expriment CD4, CD25 (récepteur à l’IL-2 de haute affinité) et FoxP3.

### Lymphocytes T régulateurs naturels (nTreg ou tTreg)
Les lymphocytes T régulateurs naturels (nTreg, ou tTreg) sont naturellement générés dans le thymus. Ils expriment CD4, CD25 et FoxP3.
Les précurseurs de nTreg se différencie en nTreg dans le thymus. On pense que cette différenciation se fait surtout dans la médulla thymique, mais un cortex fonctionnel est nécessaire pour une maturation correcte des précurseurs de nTreg.
La différenciation des pré-nTreg nécessite trois signaux majeurs. Le premier signal est la reconnaissance TCR-dépendante d'un peptide présenté par le CMH-II d'une cellule présentatrice de l'antigène (souvent des cellules épithéliales thymique médullaires ou des cellules dendritiques conventionnelles CD8alpha+). Ce peptide peut être un peptide du soi produit par les mTEC grâce au facteur de transcription AIRE qui permet l'expression dans les mTEC de protéines spécifiques d'autres tissus. Le deuxième signal est l'engagement de CD28 du pré-nTreg avec CD80/86 d'une cellule présentatrice de l'antigène. Le troisième et dernier signal nécessaire est l'interleukine 2 libérée par les lymphocyte T de la médulla thymique. Ces trois signaux permettent la formation de cellules nTreg matures.
Deux hormones, les corticostéroïdes et les œstrogènes favorisent l'expansion des nTregs.
Après leur sortie du thymus, les nTreg bloquent en périphérie des réactions auto-immune potentiellement dangereuse et assure un maintien de l'homéostasie tissulaire.
Bien qu'on ne comprenne pas encore comment, il a été montré qu'il existe une maturation extra-thymique des nTregs. Cette maturation implique des reconnaissance de peptides du soi en périphérie permettent une sélection et une différenciation supplémentaire des nTregs. Elle est critique pour leur localisation et leur fonctionnement.

### Lymphocytes T régulateurs inductibles en périphérie (iTreg ou pTreg)
En plus des Tregs d'origine thymique, il a été montré qu'il existe des Treg induits en périphérie dans des sites en dehors du thymus (pTreg aussi appelés iTreg). Ces pTregs représentent jusqu'à 35% de la fraction de Tregs Foxp3+ qu'on trouve dans la rate et les ganglions lymphatique chez des souris âgées.
Les pTregs sont plutôt réactifs à des antigènes environnementaux, comme ceux qui proviennent du microbiote commensal, de la nutrition, ou des antigènes fœtaux. Ces pTregs jouent un rôle important dans le maintien de la tolérance immunitaire et de l'homéostasie à des sites du corps en interface avec l'environnement extérieur. C'est le cas par exemple au niveau des plaques de Peyer.
Les pTreg sont CD4+, CD25+ et FoxP3+ et sécrètent des cytokines telles que le TGF-β (transforming growth factor-β) et de l’IL-35 (Interleukine 35) qui inhibent la réponse des lymphocytes effecteurs.
La différenciation cellulaire des pTreg et leur fonction in vivo sont encore mal connu, la plupart des données disponibles actuellement portant sur des modèles in vitro.

## Intérêt pour l’immunothérapie
Les T régulateurs font l’objet d’intenses recherches : en effet, manipuler cette sous-population lymphocytaire pourrait avoir plusieurs applications médicales directes.
- Pour  favoriser le rejet de tumeurs :

Les T régulateurs diminuent les réponses immunitaires anti-tumorales, favorisant ainsi le développement des cancers. Une immunothérapie permettant d’inhiber ces L régulateurs serait une piste intéressante pour favoriser le rejet de la tumeur par le système immunitaire des patients.
- Pour traiter des réponses immunitaires aberrantes ou pathologiques :
  - Allergie
  - Maladies auto-immunes
  - Maladies inflammatoires chroniques

Ces pathologies sont dues à une l’hyperactivation aberrantes du système immunitaire. La stimulation des T régulateurs permettrait de contrôler ces réactions afin de diminuer les symptômes.
- Pour induire la tolérance aux greffes :

La greffe d’organe ou de tissus se heurte au phénomène du rejet de greffe : le système immunitaire du receveur réagit contre les cellules du donneur qui représentent du « non-soi ». Pouvoir activer les T régulateurs spécifiques du greffon constituerait une piste prometteuse pour l’induction de la tolérance. Cela constituerait une approche alternative aux médicaments immunosuppresseurs utilisés actuellement.

## Caractérisation moléculaire
La caractérisation moléculaire des Treg est difficile, ce qui a posé un problème pour leur identification et leur étude. Historiquement, les deux marqueurs utilisés étaient les marqueurs CD4 et CD25. Cependant, il a été montré que ces deux marqueurs ne sont pas spécifiques des Treg.
Au début des années 2000, le facteur de transcription FoxP3 a été identifié comme définissant de façon spécifique les cellules Tregs. Il est nécessaire à la différenciation des cellules Tregs,,.
À l'inverse des lymphocytes T conventionnels (Tconv), les Treg n'expriment pas l'IL2 mais expriment son récepteur, CD25. Cette propriété des Treg est responsable de leur rôle dans la compétition pour l'IL2 qui fait partie de ses fonctions immunorégulatrices.

## Pathologies des lymphocytes T régulateurs (Tr ou Treg)

### Maladies inflammatoires chroniques de la peau humaine, dont psoriasis
Les lymphocytes T régulateurs (Treg) sont très apparentés aux cellules TH17, ils utilisent des aspects du programme de différenciation TH17 pour une régulation immunitaire optimale, mais par des voies encore mal comprises.
Une expression aberrante et pathogène d'interleukine-17A (IL-17A) par les lymphocytes T régulateurs (Treg) est l'une des perturbations observées dans ces maladies inflammatoires chroniques de la peau humaine dont en cas de psoriasis.

Remedios et al. (2018) ont montré que l'absence des récepteurs CD27 et OX40 sur les Tregs résidents de la peau de souris de laboratoire implique une l'expression anormalement élevée et pathologique de l'IL-17A, se traduisant par une inflammation cutanée. 
Chez l'humain, un sous-groupe de Treg cutanés produisant de l'IL-17A chez des patients atteints de psoriasis et d'hidradénite suppurante exprimait aussi de faibles niveaux de CD27. Deux voies récepteur-ligand agiraient normalement de concert pour entretenir la fonction homéostatique normale des Tregs cutanés. Dans le groupe des récepteurs du TNF (TNFRSF), CD27 et OX40 sont préférentiellement exprimés par les Tregs résidents de la peau et ils inhibent l'expression des gènes associés aux TH17 à partir des Treg d'une manière intrinsèque aux cellules in vitro et in vivo. Mais OX40 est le seul à avoir une fonction non redondante dans la promotion de l’accumulation de Treg. Les Tregs sans CD27 et sans OX40 ne peuvent pas contrôler l'inflammation de la peau ; ils expriment des taux élevés d'IL-17A, et le facteur de transcription principal TH17 (RORγt). L’expression de CD27 est inversement corrélée à la production de Treg IL-17 dans la peau de patients atteints de psoriasis et d'hidradénite suppurée.

### Syndrome IPEX
Le syndrome IPEX (Immuno-dysregulation Polyendocrinopathy auto-immune Enteropathy X-linked) est une déficience du facteur de transcription FoxP3 (Forkhead Box P3) due à une mutation récessive sur le chromosome X au locus codant ce facteur de transcription. FoxP3 est spécifiquement exprimé par certaines sous-populations de lymphocytes T régulateurs. Son absence provoque une maladie sévère caractérisée par une forte inflammation et par le développement de pathologies auto-immunes, ce qui montre le rôle clé des T régulateurs dans le contrôle du système immunitaire.

### Sarcoïdose
Cette maladie est un dysfonctionnement caractérisé par la coexistence d’une intense inflammation locale et d’un état d’anergie marqué, est mis en évidence par une absence de réponse cellulaire spécifique aux antigènes anamnestiques. La sarcoïdose est associé à une amplification de la sous-population de lymphocytes T régulateurs, tant au niveau des organes atteints que dans le sang.